# Alan & Denise
Alan & Denise waren ein britisches Popduo bestehend aus dem Ehepaar Alan und Denise Whittle.

## Werdegang
1983 landete das Duo mit der Single Rummenigge einen mittleren Charterfolg in Deutschland. Der Song ist eine Ode an den deutschen Fußballspieler Karl-Heinz Rummenigge, der sich damals auf dem Zenit seiner Karriere befand, und dessen sexy Knie. Noch im selben Jahr entstand eine deutschsprachige Coverversion mit den beiden Schauspielern Cleo Kretschmer und Wolfgang Fierek. Die Idee zu dem Lied kam den beiden, als Rummenigge am 13. Oktober 1982 beim 2:1-Sieg der deutschen Fußballnationalmannschaft im Wembley-Stadion beide deutschen Tore schoss und der englische Fußballreporter, der das Spiel im englischen Fernsehen kommentierte, sich zu dem Spruch „Rummenigge, what a man“ hinreißen ließ.
Ein Nachfolger aus dem Jahr 1986, Beckenbauer, Beckenbauer blieb erfolglos.